# Бакри, Иосиф Коэн
Ио́сиф Ко́эн Бакри́ (1740, Алжир — 1817, Ливорно) — алжирский предприниматель и финансист, глава общины алжирских евреев.

## Биография
В 1782 году основал вместе с братьями Иаковом, Соломоном и Мардохеем торговую фирму «Братья Бакри» (в 1797 году преобразованную в «Бакри и Буснаш»), в течение полувека игравшей заметную роль в политической и экономической жизни Алжира. Фирма была значимым поставщиком пшеницы во Францию в период правления там Наполеона. В 1811 году его сын и руководитель семейной фирмы Давид был обвинён в измене и казнён, после чего отошедшему от дел Иосифу вновь пришлось взять на себя оперативное управление фирмой.
В 1811 году был назначен руководителем еврейской общины города Алжира. В 1816 году был изгнан из Алжира, а его имущество конфисковано (по другой версии, эмигрировал по причине возросшего антисемитизма). После отъезда из Алжира обосновался в итальянском городе Ливорно, где через год умер в бедности.